# Halvesbostel
Halvesbostel est une municipalité allemande du land de Basse-Saxe, située dans l'arrondissement de Harburg. En 2014, elle comptait 767 habitants.

## Source
- (de) Cet article est partiellement ou en totalité issu de l’article de Wikipédia en allemand intitulé « Halvesbostel » (voir la liste des auteurs).